# Au Pair II
Au Pair II är en TV-film från 2001 med Gregory Harrison och Heidi Lenhart. Filmen är den andra i filmserien Au Pair.

## Handling
Ett år efter händelserna i Au Pair återvänder Jennifer Morgan, Oliver Caldwell, och hans barn Katie and Alex till Europa där deras företag förbereder sig för sammanslagningen med Tek Hausen.
Cassandra och Michael Hausen, vuxna barn till Tek Hausens grundare, är emot sammanslagningen då de tror deras fars företag kommer förlora makt. De planerar att förstöra Caldwells rykte för Jennifer, och på så vis få kontroll över företagsfusionen.

## DVD-släpp
Filmen har släppts på DVD i Region 4.

## TV
I USA har filmen då och då visats i Fox Familys efterträdare, ABC Family. Under tidigare sändningar har reklam för en marathonspecial kommit, och i senare sändningar flyttades filmen från bästa sändningstid till dagtid.

## Rollista
- Gregory Harrison som Oliver Caldwell
- Heidi Lenhart som Jennifer "Jenny" Morgan
- Jake Dinwiddie som Alex Caldwell
- Katie Volding som Katie Caldwell
- Rachel York som Cassandra Hausen
- Robin Dunne som Michael Hausen
- June Lockhart som Grandma Nell Grayson
- James Lancaster som Seamus
- Cliff Bemis som Sam Morgan
- Celine Massuger som Brigitte Chabeaux, barnbarn (dotter) till Karl Hausen och kusin till Cassandra and Michael
- Rory Knox Johnston som Karl Hausen
- Jan Preucil som Paparazzifotografen Grimaldi
- Daniel Brown som Reporter #1
- David O'Kelly som Reporter #2
- Jan Kuzelka som Kock

### Fotnoter
1. ↑  ”'Au Pair 3': It's time to call it quits” (på engelska). Entertainment Weekly. 16 mars 2009. http://www.ew.com/article/2009/03/16/au-pair-3. Läst 18 september 2016.